# Heteroleuca similipennis
Heteroleuca similipennis là một loài bướm đêm trong họ Geometridae.